# المعونة الأسترالية
قبل إنشاء هذا الكيان تحت عنوان 'المعونة الأسترالية', الحكومة الأسترالية وكالة لإيصال المساعدات الخارجية هي كيان منفصل باسم الوكالة الأسترالية للتنمية الدولية، التي كانت في الواقع كان رسميا من الوكالة الأسترالية للتنمية الدولية ، حيث الوكالة الأسترالية للتنمية الدولية حتى عام 2013 الاسترالية المنظمة المسؤولة عن تقديم معظم غير العسكرية المساعدات الخارجية. كانت مستقلة الكومنولث الوكالة ضمن مجموعة من وزير الشؤون الخارجية ووكالة مستقلة تحت الإدارة المالية وقانون المساءلة، ولكن جزء من وزارة الشؤون الخارجية والتجارة لأغراض قانون الخدمة العامة التي تغطي الموارد البشرية وعدم المساءلة المالية. كان مقرها في العاصمة الوطنية، كانبيرا ، وكان التمثيل في 25 الأسترالية البعثات الدبلوماسية في الخارج.
ومع ذلك، في 1 تشرين الثاني / نوفمبر 2013 ، والوكالة الأسترالية للتنمية الدولية لم تعد موجودة، مع العمل الكبير إعادة تقييم دمج 'الخارجية والتجارة' (وزارة الشؤون الخارجية والتجارة). منذ ذلك الوقت، الخارجية والتجارة يحافظ المسؤولية عن برنامج المعونة الأسترالي الذي هو نسخة مبسطة من السابق في الوكالة.

## أهداف
مثل وكالة المعونة الأسترالية دور تقديم المشورة في مجال السياسات وتنفيذ المساعدات الخارجية سياسة الحكومة الأسترالية اليوم. 
بين ذكر الفرعية الأهداف تحسين الصحة و التعليم والخدمات مكافحة الفساد ، وتحسين الأمن الانخراط في المعركة ضد فيروس نقص المناعة البشرية/الإيدز وتحسين فعالية المؤسسات الحكومية من خلال التدريب والمساعدات الأخرى. بنشاط عمل مع الأمم المتحدة و البنك الدولي, فضلا عن مجموعة متنوعة من المنظمات غير الحكومية، مثل الصليب الأحمر الأسترالي و «الرؤية العالمية» من أجل تنسيق إيصال المساعدات والخدمات.

## التاريخ
وكالة رأت مجموعة متنوعة من الأسماء والأشكال. وقد تأسست في عام 1974 تحت غوف وايتلام الحكومة الأسترالية المساعدة الإنمائية وكالة (الجهاز) لتحقيق الدور الذي سبق أن مسؤولية عدة إدارات. تم تغيير اسمها الأسترالية المساعدة الإنمائية المكتب (الأدب) و جلبت تحت الشؤون الخارجية والتجارة محفظة في عام 1976 تحت فريزر الليبرالي الحكومة. أصبح مكتب الوكالة الأسترالية للتنمية الدولية تحت هوك الحكومة في عام 1987 ، قبل أن يتم تغيير اسم الوكالة الأسترالية للتنمية الدولية من قبل كيتنغ الحكومة في عام 1995.
وشهدت أيضا تكرار التخفيضات في المساعدات الاشتراكات خلال مدة عملها، حيث أن مستوى 0.47% من الناتج المحلي الإجمالي خلال سنوات غوف وايتلام خفضت إلى 0.33% تحت هوك وكيتنغ الحكومات في بعض الأحيان أنه حتى أقل من تحت هوارد الحكومة. تخفيضات لم تقتصر على مستويات المعونة في منتصف عام 1996 ، هوارد الحكومة خفضت الوكالة تكاليف التشغيل الميزانية بنسبة 24% وسط جولة من تدابير خفض التكاليف.
في عام 2005 جون هوارد ارتكبت أستراليا إلى مضاعفة المعونة الأسترالية إلى حوالي 4 مليارات دولار سنويا بحلول عام 2010. في وقت 2007-08 الميزانية، أعلنت الحكومة عن إجمالي المساعدات من 3.2 مليار دولار وتوقع «إلى الاستمرار في زيادة المساعدة الإنمائية إلى 3.5 مليار دولار في 2008-09, 3.8 مليار دولار في 2009-10 و 4.3 مليار دولار في 2010-11.»
في 18 كانون الأول / ديسمبر 2008 ، ويليام ج. كلينتون أصدرت قائمة من جميع المساهمين. وشملت الوكالة الأسترالية للتنمية الدولية، مما أعطى من 10-25 مليون دولار.
التقرير السنوي لعام 2005-2006 سجلت 18 الموظفين في الخدمة التنفيذية العليا من أصل 516 موظف من الموظفين. 68 الوكالة الأسترالية للتنمية الدولية موظفي القطاع العام يعملون على المدى الطويل منشورات خارج أستراليا. هذه الأرقام لا تشمل الموظفين المعينين محليا في خارج أستراليا.
الكلية الأسترالية المساعدة الإنمائية الرسمية في 2005-2006 2,605 مليون دولار، وليس كلها تدار من قبل الوكالة الأسترالية للتنمية الدولية. الوكالة الأسترالية للتنمية الدولية تدار ب 1,587 مليون دولار من النفقات في 2005-06 و أيضا نفقات الإدارات (أي تحت السيطرة المباشرة) من 78 مليون دولار.
على مدى أكثر من الوكالة الأسترالية للتنمية الدولية وجود العطاءات تقديم الخدمات المرتبطة برامج المساعدات كانت تقتصر عادة على الشركات من أستراليا أو نيوزيلنداأو الشركات تفعل تجارية كبيرة في تلك البلدان ؛ فقط في عام 2005 لم الوكالة تحرير مبادئها التوجيهية لتمكين الشركات من البلد المتلقي لتطبيق بعض العطاءات. وكالة كان إلى حد كبير أكثر ليبرالية مع عقود البناء، مما يسمح مزايدة من أي شركة في جميع أنحاء العالم، على الرغم من أن هذا له تأثير اغلاق العديد من مقدمي العطاءات المحتملين من البلدان المتلقية.
في عام 2002 كجزء من المبادرة الدولية، والوكالة الأسترالية للتنمية الدولية غير مقيدة المعونة إلى البلدان الأقل نموا. منذ الكتاب الأبيض في عام 2006 ، جميع الوكالة الأسترالية للتنمية الدولية الشراء غير مقيدة (أي مفتوحة أمام الشركات الدولية) باستثناء الشراكة بين أستراليا إندونيسيا من أجل إعادة الإعمار والتنمية .

## المشاريع

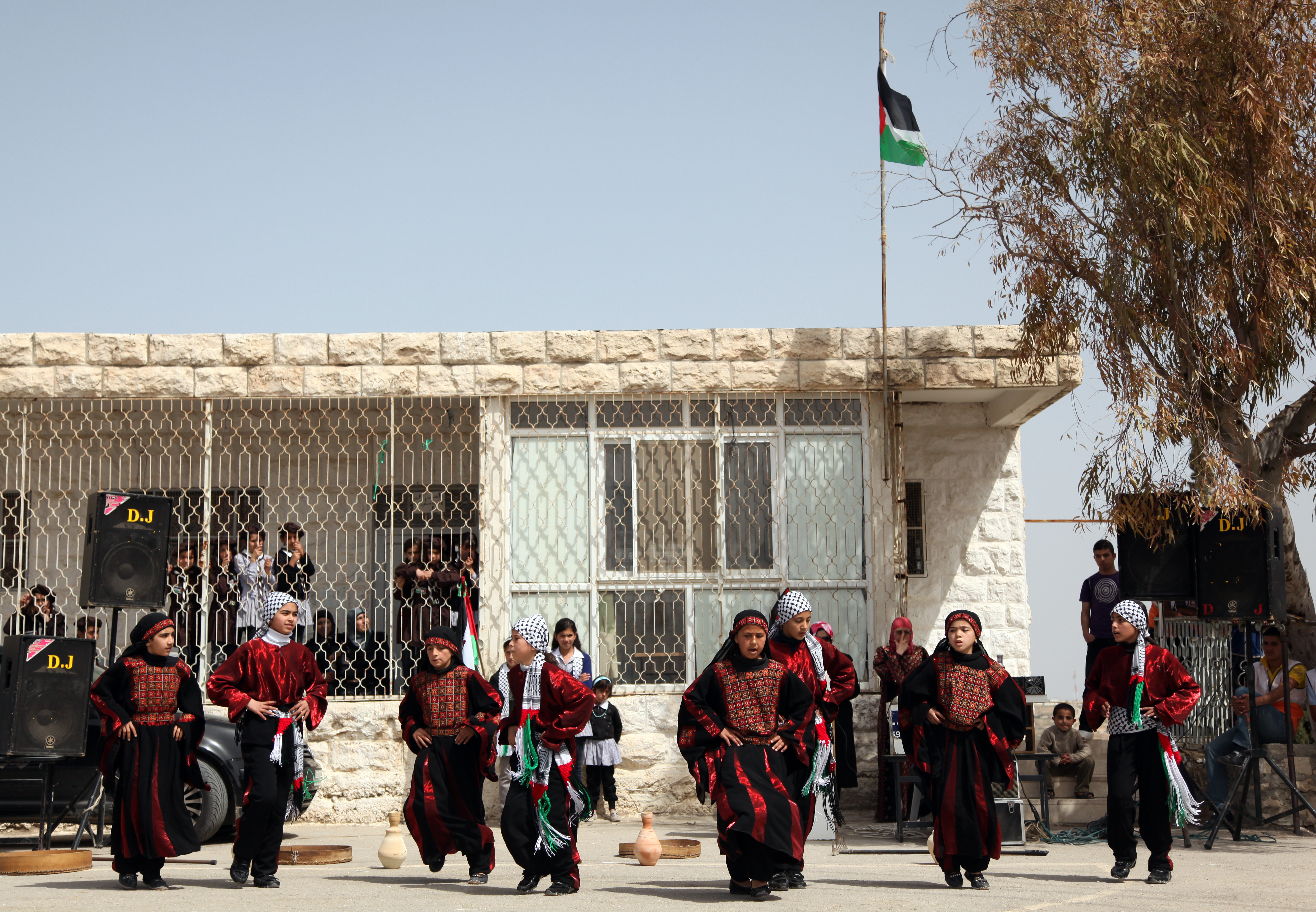
الفتيات يرقصن دبكة (الرقص الوطني الفلسطيني الفلكلوري) خلال الاحتفالات التي بنيت حديثا في مرافق المياه والصرف الصحي من قبل اليونيسيف وبتمويل من الوكالة الأسترالية، مدرسة الشيخون الابتدائية للبنات, الخليل, 2011.

تعمل البرامج في خمس مناطق منفصلة: بابوا غينيا الجديدة, جنوب آسيا (بنغلاديش, بوتان, الهند ، جزر المالديف, نيبال, باكستان و سريلانكا), شرق آسيا (بورما, كمبوديا, الصين, تيمور الشرقية, إندونيسيا, لاوس, منغوليا ، الفلبين, تايلاند و فيتنام)فإن المحيط الهادئ (في جزر كوك, فيجي, كيريباتي, ميكرونيزيا, ناورو, نيوي, ساموا ، جزر سليمان, توكيلاو, تونغا, توفالو ، فانواتو) و الأوسط (أفغانستان و العراق).
الوكالة الأسترالية للتنمية الدولية أيضا ركض برنامج شباب سفراء التنمية الأسترالية، برنامج المتطوعين السماح الأستراليين الذين تتراوح أعمارهم بين 18-30 التطوع لمدة تصل إلى سنة في البلدان في جميع أنحاء آسيا والمحيط الهادئ.

### المشاريع السابقة
الماضي وشملت مشاريع إعادة بناء المحطمة الكمبودي النظام القانوني سد نهر ميكونغ بين تايلاند و لاوس مع التايلاندية–لاو جسر الصداقة، والعودة خيل برزوالسكية (أ المنغولية الرمز الوطني التي أصبحت منقرضة في البرية) إلى الأمة والطفل برنامج الصحة في الجبال من لاوس التي خفضت معدل وفيات الرضع في المنطقة بنسبة 75%.

## الخلافات والانتقادات
الوكالة الأسترالية للتنمية الدولية الأكثر صخبا الناقد كان اليسارية المنظمات غير الحكومية المساعدة/المراقبة. المساعدات/مشاهدة القول بأن «تدفق المساعدات يمكن أن تكون بناءة لا سيما في برامج الإغاثة في حالات الطوارئ الصحية. بيد أن مشاريع التنمية يمكن أن يكون لها آثار ضارة على المجتمعات المحلية عند الدول المانحة يفرض القرارات دون تقييم مناسب والاجتماعية والثقافية والبيئية الاحتياجات.». 
الانتقادات المحددة من الوكالة الأسترالية للتنمية الدولية وشملت مزاعم أنه الخدمات الأسترالية المصالح التجارية من خلال سياسات المشتريات ؛ وتشجيع خاصة الاقتصادية والتجارية سياسات المعونة/مشاهدة يعتبرها ضارة الفقراء ؛ تفتقر إلى الشفافية ؛ ورأيت المساعدات أسيء استخدامها لدعم السياسة الخارجية، مثل تعزيز ما يسمى الحل الهادئ لمعالجة الأشخاص الذين يلتمسون اللجوء في أستراليا.

## مزيد من القراءة
- جاك كوربيت, 2017, أستراليا المساعدات الخارجية المعضلة الإنسانية تطلعات مواجهة الشرعية الديمقراطية, ابينجدون اكسون: روتليدج.

## وصلات خارجية
- الموقع الرسمي
- قصة من الوكالة الأسترالية للتنمية الدولية مشروع حفظ كمبوديا من المجاعة وجعله صافيا من الأرز بيكريدج , D. 2004. حرق الأرز. سيد هارتا الناشرين فيكتوريا. . صفحة 326
- المساعدات/المراقبات
- مركز الدراسات المستقلة